# Nati il 12 febbraio
| Questa pagina contiene informazioni ricavate automaticamente dalle voci biografiche con l'ausilio del template Bio e di un bot. L'aggiornamento è periodico e automatico e ricostruisce completamente la pagina. Se manca una persona in questa lista, sei pregato di non aggiungerla, ma accertati piuttosto che la sua voce biografica contenga il template Bio e che i dati anagrafici siano correttamente compilati. Se il template Bio manca, inseriscilo tu stesso o, in alternativa, metti l'avviso {{tmp\|Bio}} che ne segnala la mancanza. Se i dati riportati sono sbagliati, correggi direttamente la voce biografica; le modifiche saranno visibili in questa lista entro pochi giorni. Per chiarimenti vedi il progetto biografie. La lista contiene solo le 1.349 persone che sono citate nell'enciclopedia e per le quali è stato implementato correttamente il template Bio. Pagina aggiornata al 17 ago 2025. |

## I secolo(1)
- 41 - Tiberio Claudio Cesare Britannico, nobile romano († 55)

## VIII secolo(1)
- 712 - Du Fu, poeta cinese († 770)

## XI secolo(2)
- 1028 - 'Abd al-Malik b. Yusuf al-Juwayni, giurista e teologo persiano († 1085)
- 1074 - Corrado di Lorena, sovrano († 1101)

## XIII secolo(1)
- 1218 - Kujō Yoritsune, militare giapponese († 1256)

## XIV secolo(2)
- 1322 - Giovanni Enrico di Lussemburgo, nobile austriaco († 1375)
- 1371 - Elizabeth Mortimer, nobildonna inglese († 1417)

## XV secolo(3)
- 1402 - Niccolò Soderini, politico italiano († 1472)
- 1438 - Adolfo di Egmond, nobile olandese († 1477)
- 1480 - Federico II di Legnica, polacco († 1547)

## XVI secolo(9)
- 1506 - Marco Antonio Da Mula, cardinale e diplomatico italiano († 1572)
- 1517 - Alvise Corner, cardinale italiano († 1584)
- 1536 - Leonardo Donà, doge († 1612)
- 1562 - Maria del Lussemburgo, duchessa francese († 1623)
- 1567 - Thomas Campion, compositore, poeta e medico inglese († 1620)
- 1567 - Carlo Emanuele di Savoia-Nemours, nobile († 1595)
- 1580 - Giulio Cesare Fontana, architetto e ingegnere italiano († 1627)
- 1585 - Caspar Bartholin il Vecchio, medico e umanista danese († 1629)
- 1598 - César de Choiseul, generale e diplomatico francese († 1675)

## XVII secolo(19)
- 1603 - Federico Guglielmo II di Sassonia-Altenburg, duca († 1669)
- 1606 - John Winthrop il Giovane, politico inglese († 1676)
- 1608 - Daniello Bartoli, gesuita, storico e scrittore italiano († 1685)
- 1618 - Olof Verelius, storico svedese († 1682)
- 1621 - Jacques Courtois, pittore francese († 1676)
- 1630 - Cornelis Bisschop, pittore olandese († 1674)
- 1632 - Charles Aubert de La Chesnaye, imprenditore francese († 1702)
- 1636 - Herman Witsius, predicatore e teologo olandese († 1708)
- 1637 - Jan Swammerdam, biologo e entomologo olandese († 1680)
- 1640 - Theodorus Rijcke, filologo olandese († 1690)
- 1644 - Jakob Ammann, vescovo svizzero
- 1653 - Giovanni Francesco Grossi, cantante castrato italiano († 1697)
- 1655 - Anna Isabella Gonzaga, nobile italiana († 1703)
- 1663 - Cotton Mather, pastore protestante e medico inglese († 1728)
- 1665 - Rudolf Jakob Camerarius, botanico e entomologo tedesco († 1721)
- 1677 - Giovanni Battista Labanchi, vescovo cattolico italiano († 1746)
- 1685 - George Hadley, avvocato e fisico inglese († 1768)
- 1692 - Joseph Süß Oppenheimer, banchiere tedesco († 1738)
- 1693 - Avdot'ja Ivanovna Rževskaja, nobildonna russa († 1747)

## XVIII secolo(45)
- 1703 - Domenico Leonati, presbitero italiano († 1793)
- 1704 - Charles Pinot Duclos, scrittore e storico francese († 1772)
- 1711 - Jacopo Marieschi, pittore italiano († 1794)
- 1712 - Marie Louise Mignot, letterata e musicista francese († 1790)
- 1712 - Francesco Pettorelli Lalatta, vescovo cattolico italiano († 1788)
- 1716 - Andrzej Hieronim Zamoyski, nobile e politico polacco († 1792)
- 1728 - Étienne-Louis Boullée, architetto e teorico dell'architettura francese († 1799)
- 1734 - Innocenzo Ansaldi, pittore, storico dell'arte e poeta italiano († 1816)
- 1735 - Maria Cristina di Sassonia, badessa tedesca († 1782)
- 1738 - Alfonso Turconi, politico italiano († 1805)
- 1741 - Marc Antoine de Granet, avvocato e politico francese († 1827)
- 1743 - Francis Ingram-Seymour-Conway, II marchese di Hertford, nobile e politico britannico († 1822)
- 1751 - Giberto Borromeo, nobile e politico italiano († 1837)
- 1752 - Angelo Dalla Decima, matematico italiano († 1825)
- 1752 - Josef Reicha, violoncellista e compositore ceco († 1795)
- 1753 - François-Paul Brueys D'Aigalliers, ammiraglio francese († 1798)
- 1756 - Joseph Chinard, scultore francese († 1813)
- 1756 - Baldassare Leone, vescovo cattolico italiano († 1820)
- 1757 - Anton Maria Lamberti, scrittore e poeta italiano († 1832)
- 1760 - Jan Ladislav Dussek, compositore e pianista boemo († 1812)
- 1766 - William Howley, arcivescovo anglicano inglese († 1848)
- 1768 - Joseph von Hazzi, giurista e ufficiale tedesco († 1845)
- 1769 - Pierre Louis du Cambout de Coislin, generale, politico e nobile francese († 1837)
- 1769 - Johann Friedrich Rochlitz, scrittore e critico musicale tedesco († 1842)
- 1775 - Antonio Bertoloni, botanico, naturalista e medico italiano († 1868)
- 1775 - Louisa Adams, first lady statunitense († 1852)
- 1775 - Charles Lloyd, poeta inglese († 1839)
- 1775 - María Concepción Loperena, attivista colombiana († 1835)
- 1775 - Jacinto de Romarate, militare e politico spagnolo († 1836)
- 1777 - Bernard Courtois, chimico francese († 1838)
- 1777 - Friedrich de la Motte Fouqué, scrittore tedesco († 1843)
- 1784 - Marie Ommeganck, pittrice belga († 1857)
- 1785 - Pierre Louis Dulong, chimico e fisico francese († 1838)
- 1787 - Joseph Norbert Provencher, missionario e vescovo cattolico canadese († 1853)
- 1788 - Johann von Hlavaty, generale e ingegnere austriaco († 1870)
- 1788 - Karl Reichenbach, scienziato tedesco († 1869)
- 1790 - Diego José Benavente, politico cileno († 1867)
- 1790 - Jean Jacques Nicolas Huot, geologo, geografo e naturalista francese († 1845)
- 1791 - Giacinto Agnello, patriota e letterato italiano († 1870)
- 1791 - Peter Cooper, imprenditore, inventore e politico statunitense († 1883)
- 1794 - Aleksandr Dmitrievič Petrov, scacchista, scrittore e compositore di scacchi russo († 1867)
- 1795 - Lauretta Cipriani, patriota italiana († 1869)
- 1795 - Aubrey Spencer, nobile e vescovo anglicano britannico († 1872)
- 1797 - Károly Zay, nobile e politico ungherese († 1871)
- 1800 - John Edward Gray, biologo, zoologo e botanico inglese († 1875)

## XIX secolo(216)
- 1801 - Luigi Carrer, giornalista, scrittore e poeta italiano († 1850)
- 1802 - Francesco Pellico, presbitero italiano († 1884)
- 1802 - Pietro Vannoni, medico italiano († 1876)
- 1802 - Valentin Veigl von Kriegeslohn, generale austriaco († 1863)
- 1803 - Giambattista Bazzoni, scrittore e patriota italiano († 1850)
- 1804 - Pietro Boyl di Putifigari, politico italiano († 1864)
- 1804 - Robert Campbell, esploratore statunitense († 1879)
- 1804 - William Frederick Havemeyer, politico statunitense († 1874)
- 1804 - Jan Adam Kruseman, pittore olandese († 1862)
- 1804 - Heinrich Lenz, fisico russo († 1865)
- 1808 - Felice Matteucci, ingegnere e inventore italiano († 1887)
- 1808 - Virginio Vespignani, architetto italiano († 1882)
- 1809 - Charles Darwin, biologo e naturalista britannico († 1882)
- 1809 - Abraham Lincoln, politico, avvocato e militare statunitense († 1865)
- 1811 - James Johnson, politico statunitense († 1891)
- 1813 - James Dwight Dana, geologo, mineralogista e zoologo statunitense († 1895)
- 1813 - Otto Ludwig, scrittore e drammaturgo tedesco († 1865)
- 1814 - Amatore Sciesa, patriota italiano († 1851)
- 1814 - Carlo Verga, prefetto e politico italiano († 1894)
- 1814 - Jenny von Westphalen, nobildonna tedesca († 1881)
- 1815 - Edward Forbes, naturalista mannese († 1854)
- 1815 - Hermann Goedsche, scrittore e agente segreto tedesco († 1878)
- 1816 - Felice De Vecchi, pittore, viaggiatore e patriota italiano († 1862)
- 1818 - Heinrich Wuttke, storico tedesco († 1876)
- 1819 - William Wetmore Story, scultore, critico d'arte e poeta statunitense († 1895)
- 1820 - Giovan Battista Castellani, avvocato, giurista e politico italiano († 1877)
- 1820 - José Olallo Valdés, religioso cubano († 1889)
- 1823 - Richard Belcredi, politico austriaco († 1902)
- 1823 - Michelangelo Maiorfi, architetto italiano († 1906)
- 1824 - Karl Sigmund von Hohenwart, politico e nobile austriaco († 1899)
- 1825 - Michelangelo Pittatore, pittore italiano († 1903)
- 1828 - Enrico de Dominicis, arcivescovo cattolico italiano († 1908)
- 1828 - Robert Ransom, generale statunitense († 1892)
- 1828 - Antonio Sbrolli, arcivescovo cattolico italiano († 1888)
- 1829 - Léonce Cohen, compositore e violinista francese († 1901)
- 1830 - Stephen Wilcox, inventore e imprenditore statunitense († 1893)
- 1831 - Myra Bradwell, avvocata, editrice e attivista statunitense († 1894)
- 1832 - Kolos Vaszary, cardinale e arcivescovo cattolico ungherese († 1915)
- 1833 - Charles-Wilfrid de Bériot, pianista, compositore e insegnante francese († 1914)
- 1834 - Giuseppe Torquato Gargani, poeta e letterato italiano († 1862)
- 1836 - Boghos Bedros XII Sabbaghian, siriano († 1915)
- 1836 - Giuseppe Tornielli Brusati di Vergano, diplomatico e politico italiano († 1908)
- 1837 - Andrea Angiulli, filosofo e pedagogista italiano († 1890)
- 1837 - Eugenia Attendolo Bolognini Litta, nobildonna italiana († 1914)
- 1837 - Thomas Moran, pittore statunitense († 1926)
- 1840 - Johann Jakob Kneucker, teologo tedesco († 1909)
- 1841 - Laza Kostić, scrittore, poeta e politico serbo († 1910)
- 1841 - Gijsbert Van Tienhoven, politico olandese († 1914)
- 1841 - Windham Wyndham-Quin, IV conte di Dunraven e Mount-Earl, politico e giornalista irlandese († 1926)
- 1842 - Anatole Leroy-Beaulieu, storico e saggista francese († 1912)
- 1842 - Michael Joseph Rossbach, farmacologo tedesco († 1894)
- 1843 - Eduardo Boscá, medico e naturalista spagnolo († 1924)
- 1844 - Malinda Cramer, teologa statunitense († 1906)
- 1844 - Gianbattista Troiani, scultore italiano († 1927)
- 1845 - Wilhelm H. Roscher, filologo classico tedesco († 1923)
- 1846 - Fermo Rocca, politico e avvocato italiano († 1911)
- 1847 - Philipp zu Eulenburg, diplomatico tedesco († 1921)
- 1848 - Beriah Gwynfe Evans, giornalista, drammaturgo e politico gallese († 1927)
- 1848 - Otto Pettersson, chimico e oceanografo svedese († 1941)
- 1848 - Alessandro Zezzos, pittore italiano († 1914)
- 1850 - William Morris Davis, geografo e geologo statunitense († 1934)
- 1851 - Teresa Boetti Valvassura, attrice italiana († 1930)
- 1851 - Eugen von Böhm-Bawerk, economista austriaco († 1914)
- 1851 - Anna Nikolaevna Esipova, pianista russa († 1914)
- 1851 - Enrico Carlo di Borbone-Parma, principe italiano († 1905)
- 1854 - Pasquale Leonardi Cattolica, politico e ammiraglio italiano († 1924)
- 1854 - Angelo Menozzi, chimico e politico italiano († 1947)
- 1854 - Roderich Stintzing, medico tedesco († 1933)
- 1855 - Jacob Pavlovič Adler, attore russo († 1926)
- 1855 - George Cary Comstock, astronomo statunitense († 1934)
- 1855 - Lamberto Loria, etnografo, naturalista e esploratore italiano († 1913)
- 1855 - Fannie Barrier Williams, insegnante e musicista statunitense († 1944)
- 1856 - Eduard von Böhm-Ermolli, generale austro-ungarico († 1941)
- 1857 - Eugène Atget, fotografo francese († 1927)
- 1857 - Marie von Buelow, attrice austriaca († 1941)
- 1859 - Émile Meyerson, filosofo e chimico francese († 1933)
- 1860 - Federico Cocuzza, imprenditore e politico italiano († 1926)
- 1860 - Girolamo Nerli, pittore italiano († 1926)
- 1861 - Lou von Salomé, scrittrice, psicoanalista e biografa tedesca († 1937)
- 1862 - Ovide Charlebois, vescovo cattolico e missionario canadese († 1933)
- 1862 - Thomas Cullinan, imprenditore e politico sudafricano († 1936)
- 1862 - Ettore Fenderl, ingegnere, inventore e filantropo italiano († 1966)
- 1863 - Alessandro Saporiti, militare e politico italiano († 1941)
- 1864 - Eulalia di Borbone-Spagna, principessa spagnola († 1958)
- 1865 - Rudolf Aderhold, micologo e agronomo tedesco († 1907)
- 1865 - Enrico Millo, militare e politico italiano († 1930)
- 1865 - Kazimierz Przerwa-Tetmajer, poeta, scrittore e giornalista polacco († 1940)
- 1865 - Halid Ziya Uşaklıgil, scrittore, poeta e drammaturgo turco († 1945)
- 1865 - Aleardo Villa, pittore, illustratore e pubblicitario italiano († 1906)
- 1866 - Ladislav Nádaši-Jégé, scrittore e critico letterario slovacco († 1940)
- 1867 - Giuseppe Mazzei, pittore italiano († 1944)
- 1868 - William Faversham, attore inglese († 1940)
- 1868 - Tommaso Monti, generale italiano († 1917)
- 1868 - Heinrich Triepel, giurista tedesco († 1946)
- 1869 - Luigi Bosisio, calciatore, dirigente sportivo e arbitro di calcio italiano († 1950)
- 1869 - André Pirro, organista e musicologo francese († 1943)
- 1869 - Kiến Phúc, imperatore vietnamita († 1884)
- 1870 - Adriano Alberti, militare, storico e politico italiano († 1955)
- 1870 - Marie Lloyd, cantante e attrice teatrale inglese († 1922)
- 1870 - Henry R. Rathbone, politico statunitense († 1928)
- 1870 - Marcus William Robertson, militare statunitense († 1948)
- 1870 - Hugo Stinnes, imprenditore e politico tedesco († 1924)
- 1871 - Harry Kendall Thaw, criminale statunitense († 1947)
- 1872 - Guillermo Hayden Wright, giocatore di polo messicano († 1949)
- 1873 - Barnum Brown, paleontologo statunitense († 1963)
- 1873 - Egidio Dabbeni, ingegnere e architetto italiano († 1964)
- 1873 - Francesca dell'Incarnazione, religiosa spagnola († 1937)
- 1873 - Konstantin von Neurath, politico, diplomatico e criminale di guerra tedesco († 1956)
- 1873 - Theodoor Hendrik van de Velde, ginecologo olandese († 1937)
- 1874 - Edward Marsh, canottiere statunitense († 1932)
- 1874 - Auguste Perret, architetto e imprenditore francese († 1954)
- 1876 - Antonino Calcagnadoro, pittore e decoratore italiano († 1935)
- 1876 - Paul Chack, scrittore francese († 1945)
- 1876 - Fausto Ghigliotti, calciatore italiano († 1942)
- 1876 - Thubten Gyatso, monaco buddhista tibetano († 1933)
- 1877 - Carlo Vergara Caffarelli, ammiraglio italiano († 1966)
- 1877 - Maud Wagner, circense statunitense († 1961)
- 1879 - Urban Gad, regista e sceneggiatore danese († 1947)
- 1879 - Lyda Judson Hanifan, sociologo statunitense († 1932)
- 1879 - Juan Esteban Montero Rodríguez, politico cileno († 1948)
- 1879 - Simon Rodia, artista italiano († 1965)
- 1879 - Naum Rogožin, attore sovietico († 1955)
- 1879 - Ernesto De Galleani, banchiere e calciatore italiano († 1931)
- 1880 - Arturo Bocchini, prefetto e politico italiano († 1940)
- 1880 - Vincent Victor Dereere, vescovo cattolico belga († 1973)
- 1880 - Francesco Egidi, filologo italiano († 1969)
- 1880 - Eugen Fürstenberger, ginnasta tedesco († 1975)
- 1880 - Giorgio Preca, presbitero maltese († 1962)
- 1880 - Ezio Granelli, imprenditore italiano († 1957)
- 1881 - Tom Chatterton, attore e regista statunitense († 1953)
- 1881 - Hatcher Hughes, drammaturgo statunitense († 1945)
- 1881 - Anna Pavlovna Pavlova, ballerina russa († 1931)
- 1882 - Walter Nash, politico neozelandese († 1968)
- 1882 - Edmondo Peluso, giornalista e antifascista italiano († 1942)
- 1882 - Gus Wester, lottatore statunitense († 1960)
- 1883 - Licinio Refice, compositore italiano († 1954)
- 1883 - Steingrímur Steinþórsson, politico islandese († 1966)
- 1883 - Ludwig Stössel, attore austriaco († 1973)
- 1884 - Max Beckmann, pittore tedesco († 1950)
- 1884 - Otilia Cazimir, poetessa e scrittrice rumena († 1967)
- 1884 - Johan Laidoner, generale estone († 1953)
- 1884 - Ivan Möller, velocista, ostacolista e altista svedese († 1972)
- 1884 - Natalija Polons'ka-Vasylenko, storica e scrittrice ucraina († 1973)
- 1884 - Alice Roosevelt Longworth, scrittrice e socialite statunitense († 1980)
- 1884 - Oddone Tomasi, pittore e incisore italiano († 1929)
- 1884 - Marie Vassilieff, pittrice e scultrice russa († 1957)
- 1885 - Bror Meyer, pattinatore artistico su ghiaccio svedese († 1956)
- 1885 - Paolo Paschetto, pittore, decoratore e incisore italiano († 1963)
- 1885 - Julius Streicher, politico e criminale di guerra tedesco († 1946)
- 1886 - Michel Brusselmans, compositore belga († 1960)
- 1886 - Giampaolo Dionisi Piomarta, collezionista d'arte italiano († 1939)
- 1886 - Eva Mameli Calvino, botanica e naturalista italiana († 1978)
- 1886 - Margarita Fischer, attrice statunitense († 1975)
- 1886 - Seigō Nakano, politico giapponese († 1943)
- 1886 - Arturo Vella, politico e antifascista italiano († 1943)
- 1887 - Alessandro Alvisi, cavaliere italiano († 1951)
- 1887 - Edelmiro Julián Farrell, generale e politico argentino († 1980)
- 1887 - Calogero Lo Bue, mafioso italiano († 1953)
- 1887 - Egilberto Martire, giornalista e politico italiano († 1952)
- 1888 - Anders Ahlgren, lottatore svedese († 1976)
- 1888 - Károly Beregfy, militare e politico ungherese († 1946)
- 1888 - Clara Campoamor, avvocata e politica spagnola († 1972)
- 1888 - Hans von Sponeck, generale tedesco († 1944)
- 1889 - Enrico Bompiani, matematico italiano († 1975)
- 1889 - Johnny Coulon, pugile canadese († 1973)
- 1889 - Costantino Crosa, militare italiano († 1918)
- 1889 - Aarne Lindholm, atleta finlandese († 1972)
- 1889 - Marjorie Newell Robb, statunitense († 1992)
- 1890 - John Bartholomew, cartografo e geografo britannico († 1962)
- 1890 - Vincenzo Errante, filologo, storico e traduttore italiano († 1951)
- 1890 - Bess Meredyth, sceneggiatrice, attrice e regista statunitense († 1969)
- 1890 - Otto Tiemann, generale tedesco († 1952)
- 1891 - Raffaele Cafiero, giornalista, politico e armatore italiano († 1959)
- 1891 - Charles Loyd, generale inglese († 1973)
- 1891 - Ascanio Marchini, politico italiano
- 1891 - Robert Porter Patterson, politico statunitense († 1952)
- 1892 - Chester Bennett, regista statunitense († 1943)
- 1892 - Michele Camposarcuno, avvocato e politico italiano († 1978)
- 1892 - Maria Del Rio, medico, scienziata e storica italiana († 1978)
- 1892 - Gaston Giran, canottiere francese († 1944)
- 1892 - Umberto Guglielmotti, giornalista, politico e aviatore italiano († 1976)
- 1892 - Carlo Simoncini e Sady Serafini, militare sammarinese († 1916)
- 1893 - Walter Bauer, chimico tedesco († 1968)
- 1893 - Omar Bradley, generale statunitense († 1981)
- 1893 - Marcel Minnaert, astronomo belga († 1970)
- 1893 - Giovanni Muzio, architetto italiano († 1982)
- 1893 - Fred Albert Shannon, storico statunitense († 1963)
- 1893 - Udaybhanu Singh, principe indiano († 1954)
- 1893 - Francisco Rolão Preto, politico, giornalista e sindacalista portoghese († 1977)
- 1894 - Dorothy Kelly, attrice statunitense († 1966)
- 1894 - Marcel Portout, imprenditore francese († 1979)
- 1894 - Carlo Vischia, politico italiano († 1970)
- 1895 - Brian Desmond Hurst, regista britannico († 1986)
- 1895 - Vsevolod Vjačeslavovič Ivanov, scrittore e giornalista russo († 1963)
- 1895 - Miron Poljakin, violinista e docente russo († 1941)
- 1896 - Pete Herman, pugile statunitense († 1973)
- 1896 - Auguste Parfondry, ciclista su strada belga
- 1897 - Břetislav Bakala, direttore d'orchestra, pianista e compositore ceco († 1958)
- 1897 - Fausto Boni, calciatore e medico italiano († 1979)
- 1897 - Alfredo Calzolari, partigiano italiano († 1945)
- 1897 - Lincoln LaPaz, astronomo statunitense († 1985)
- 1897 - Vola Vale, attrice statunitense († 1970)
- 1898 - Hansi Burg, attrice austriaca († 1975)
- 1898 - Ranieri Bustelli, illusionista italiano († 1974)
- 1898 - Wallace Ford, attore britannico († 1966)
- 1898 - Boško Simonović, calciatore e allenatore di calcio jugoslavo († 1965)
- 1898 - Alberto Tallone, editore e tipografo italiano († 1968)
- 1898 - Sigurd Wathne, calciatore norvegese († 1942)
- 1899 - Edward L. Cahn, regista statunitense († 1963)
- 1899 - Felice Platone, giornalista, politico e antifascista italiano († 1955)
- 1899 - Domenico Raimondo, militare e medico italiano († 1937)
- 1899 - Hans Tomamichel, pittore, illustratore e grafico svizzero († 1984)
- 1900 - Pink Anderson, cantante e chitarrista statunitense († 1974)
- 1900 - Mario Bracci, giurista italiano († 1959)
- 1900 - Vasilij Ivanovič Čujkov, generale e politico sovietico († 1982)
- 1900 - Ferenc Körmendi, scrittore ungherese († 1972)

## XX secolo(1010)
- 1901 - Giuseppe Grabbi, calciatore italiano († 1970)
- 1901 - György Molnár, calciatore ungherese († 1977)
- 1902 - William Collier, attore, produttore cinematografico e produttore televisivo statunitense († 1987)
- 1902 - Pinot Gallizio, farmacista e pittore italiano († 1964)
- 1902 - Anny Konetzni, soprano austriaco († 1968)
- 1902 - Mario Mafai, pittore italiano († 1965)
- 1903 - Joseph Biroc, direttore della fotografia statunitense († 1996)
- 1903 - Stephen Brunauer, fisico e chimico ungherese († 1986)
- 1903 - Chick Hafey, giocatore di baseball statunitense († 1973)
- 1903 - José Legarreta, calciatore spagnolo († 1957)
- 1903 - Lincoln Maazel, attore e cantante statunitense († 2009)
- 1903 - Gerolamo Lino Moro, politico italiano († 1990)
- 1904 - Rodolfo Ferrari, fisiologo, biologo e farmacologo italiano († 1975)
- 1904 - Donald Lambert, pianista statunitense († 1962)
- 1904 - Rudolf Platte, attore tedesco († 1984)
- 1904 - Francesco Viscardi, calciatore italiano († 1960)
- 1905 - Harry Bellaver, attore statunitense († 1993)
- 1905 - Walter Frank, storico tedesco († 1945)
- 1905 - Giovanni Battista Gianquinto, avvocato, politico e partigiano italiano († 1987)
- 1905 - Federica Montseny, scrittrice, politica e anarchica spagnola († 1994)
- 1905 - Guglielmo Sandri, militare e fotografo italiano († 1979)
- 1905 - Lyle R. Wheeler, scenografo statunitense († 1990)
- 1906 - Rodolfo Caporali, pianista italiano († 2004)
- 1906 - Lajos Juhász, calciatore ungherese († 1981)
- 1907 - Joseph Kearns, attore e insegnante statunitense († 1962)
- 1907 - Frederick McEvoy, bobbista e attore britannico († 1951)
- 1908 - Hasan Balyuzi, iraniano († 1980)
- 1908 - Olga Benário, politica tedesca († 1942)
- 1908 - Vittorio Godigna, calciatore e allenatore di calcio italiano
- 1908 - Jacques Herbrand, matematico francese († 1931)
- 1908 - August Neo, lottatore estone († 1982)
- 1908 - Julian Aleksandrovič Skrjabin, pianista e compositore russo († 1919)
- 1909 - Bernabé Ferreyra, calciatore argentino († 1972)
- 1909 - Raymond Lambercy, cestista svizzero
- 1909 - Zoran Mušič, pittore e incisore sloveno († 2005)
- 1909 - Sigmund Rascher, militare e medico tedesco († 1945)
- 1909 - Mario Riva, calciatore italiano
- 1909 - Shin Saburi, attore e regista giapponese († 1982)
- 1910 - Enrique Anderson Imbert, scrittore e critico letterario argentino († 2000)
- 1910 - Gunnar Höckert, mezzofondista finlandese († 1940)
- 1910 - Abdullah bin Khalifa di Zanzibar, sultano tanzaniano († 1963)
- 1910 - Lee Byung-chul, imprenditore sudcoreano († 1987)
- 1910 - Olav Navestad, calciatore norvegese († 1958)
- 1910 - Efrem Nobili, imprenditore italiano († 1963)
- 1910 - Walter Sköld, calciatore svedese († 1975)
- 1911 - Vinko Cvjetković, pallanuotista jugoslavo († 1983)
- 1911 - Antonio Guzmán Fernández, politico dominicano († 1982)
- 1911 - Charles Mathiesen, pattinatore di velocità su ghiaccio norvegese († 1994)
- 1911 - Juana Muller, scultrice cilena († 1952)
- 1911 - Cearbhall Ó Dálaigh, politico e giurista irlandese († 1978)
- 1911 - Mario Ruta, militare e marinaio italiano († 1940)
- 1911 - Aureliano Santini, politico, antifascista e partigiano italiano († 1966)
- 1911 - Ernest Schmidt, cestista statunitense († 1986)
- 1911 - Hermine Schröder, pesista tedesca († 1976)
- 1912 - Eric Barker, attore britannico († 1990)
- 1912 - Vittor Ugo Ceccherelli, aviatore e ufficiale italiano († 1936)
- 1912 - Lycette Darsonval, ballerina e direttrice artistica francese († 1996)
- 1912 - Leonízio Fantoni, allenatore di calcio e calciatore brasiliano († 1975)
- 1912 - Arduino Ferrari, calciatore italiano
- 1912 - August Franzen, presbitero tedesco († 1972)
- 1912 - Antonio Giuriolo, partigiano italiano († 1944)
- 1912 - Raimondo Illa Salvia, religioso spagnolo († 1936)
- 1912 - Corneel Seys, calciatore belga († 1944)
- 1913 - Anthony Corallo, mafioso statunitense († 2000)
- 1913 - Todd Duncan, baritono statunitense († 1998)
- 1913 - Anni Steuer, ostacolista tedesca († 1995)
- 1914 - Tex Beneke, sassofonista, cantante e direttore d'orchestra statunitense († 2000)
- 1914 - Renato Calzolai, calciatore e allenatore di calcio italiano
- 1914 - Nello Celio, politico, magistrato e avvocato svizzero († 1995)
- 1914 - Giovanni Codinachs Tuneu, religioso spagnolo († 1936)
- 1914 - Lazar Koliševski, politico e generale jugoslavo († 2000)
- 1914 - Michail Michajlovič Nazvanov, attore sovietico († 1964)
- 1914 - Hanna Neumann, matematica tedesca († 1971)
- 1914 - Arvid Pardo, diplomatico maltese († 1999)
- 1914 - Henry Primakoff, fisico russo († 1983)
- 1914 - Edmund Twórz, calciatore polacco († 1987)
- 1915 - Ermelinda De Felice, attrice italiana († 1981)
- 1915 - Antonio Giolitti, politico e partigiano italiano († 2010)
- 1915 - Lorne Greene, attore, cantante e conduttore radiofonico canadese († 1987)
- 1915 - Costante Maltoni, arcivescovo cattolico e diplomatico italiano († 1980)
- 1915 - Corrado Masetti, militare, antifascista e partigiano italiano († 1944)
- 1915 - Emanuele Torras Sais, religioso spagnolo († 1936)
- 1915 - Licio Visintini, militare italiano († 1942)
- 1916 - Joseph Alioto, politico statunitense († 1998)
- 1916 - Emma Eva Giardina Cassella, musicista, poetessa e scrittrice italiana († 1997)
- 1916 - Helmut Gröttrup, ingegnere tedesco († 1981)
- 1916 - Damián Iguacén Borau, vescovo cattolico spagnolo († 2020)
- 1916 - Miretta Mauri, attrice italiana († 2013)
- 1916 - Michel de Saint Pierre, scrittore, giornalista e politico francese († 1987)
- 1917 - Al Cervi, cestista e allenatore di pallacanestro statunitense († 2009)
- 1917 - Joseph Wresinski, presbitero francese († 1988)
- 1918 - Barnabás Berzsenyi, schermidore ungherese († 1993)
- 1918 - Milovan Ćirić, allenatore di calcio e calciatore jugoslavo († 1986)
- 1918 - Luigi Diamante, militare, calciatore e allenatore di calcio italiano († 1955)
- 1918 - John Jerstad, militare e aviatore statunitense († 1943)
- 1918 - Niels Petersen, sollevatore danese († 1966)
- 1918 - Raphaël Pujazon, siepista francese († 2000)
- 1918 - Fëdor Ivanovič Samochin, scrittore, giornalista e traduttore russo († 1992)
- 1918 - Julian Schwinger, fisico e matematico statunitense († 1994)
- 1918 - Elisa Springer, scrittrice e superstite dell'Olocausto austriaca († 2004)
- 1918 - Ralph Vaughn, cestista statunitense († 1998)
- 1919 - Jack Johnson, calciatore inglese († 1975)
- 1919 - Gaetano Richelli, fotografo italiano († 2004)
- 1919 - Adelmo Toffanetti, calciatore italiano († 1992)
- 1919 - Forrest Tucker, attore statunitense († 1986)
- 1919 - Ferruccio Valcareggi, calciatore e allenatore di calcio italiano († 2005)
- 1920 - Alfonso Armada, generale spagnolo († 2013)
- 1920 - Giovanni Cappelli, calciatore italiano
- 1920 - Francesco Corvaglia, politico italiano († 2001)
- 1920 - Heleno de Freitas, calciatore brasiliano († 1959)
- 1920 - Betty Hilton, tennista britannica († 2017)
- 1920 - Pran, attore indiano († 2013)
- 1920 - Agostino Scaglioni, calciatore italiano († 1998)
- 1920 - Li Xianglan, cantante, attrice e conduttrice televisiva giapponese († 2014)
- 1920 - Bea di Vigliano, pittrice italiana († 2022)
- 1921 - Kathleen Antonelli, programmatrice irlandese († 2006)
- 1921 - Albert Axelrod, schermidore statunitense († 2004)
- 1921 - Odoardo Baldi, fantino e driver italiano († 2014)
- 1921 - Hirofumi Daimatsu, allenatore di pallavolo e politico giapponese († 1978)
- 1921 - Odd Fredriksen, calciatore norvegese († 1985)
- 1921 - Vlastimil Preis, calciatore e allenatore di calcio cecoslovacco († 2000)
- 1921 - Eugenio Vélez-Troya, criminologo spagnolo († 2007)
- 1922 - Gustl Bayrhammer, attore tedesco († 1993)
- 1922 - Carlo Castellani, medico italiano († 2010)
- 1922 - Ernani Costantini, pittore e scrittore italiano († 2007)
- 1922 - Hank DeZonie, cestista statunitense († 2009)
- 1922 - Hussein Onn, politico malese († 1990)
- 1922 - Gunnar Olofsson, sollevatore svedese
- 1922 - Celestino Russova, calciatore e allenatore di calcio italiano († 1993)
- 1922 - Armando Scarpino, politico italiano († 1976)
- 1923 - James Chichester-Clark, politico britannico († 2002)
- 1923 - Alan Dugan, poeta statunitense († 2003)
- 1923 - Elli Michler, poetessa tedesca († 2014)
- 1923 - Gennarino Ottogalli, calciatore italiano († 2013)
- 1923 - Mel Powell, compositore e docente statunitense († 1998)
- 1923 - Emanuele Terrana, politico italiano († 1979)
- 1923 - Carla Vasio, scrittrice e poetessa italiana
- 1923 - Lorenzo Vecchiutti, multiplista italiano († 2010)
- 1923 - Franco Zeffirelli, regista, sceneggiatore e scenografo italiano († 2019)
- 1924 - Mido Bimbi, calciatore e allenatore di calcio italiano († 2017)
- 1924 - Costanzo Costantini, giornalista, scrittore e biografo italiano († 2014)
- 1924 - Gabriele Mandel, islamista e psicoanalista italiano († 2010)
- 1924 - Luciano Manzi, politico e partigiano italiano († 2014)
- 1924 - Ray Vasquez, cantante, musicista e trombonista statunitense († 2019)
- 1924 - Louis Zorich, attore statunitense († 2018)
- 1925 - Gastone Biggi, pittore, scrittore e poeta italiano († 2014)
- 1925 - Joan Finney, politica statunitense († 2001)
- 1925 - Joan Mitchell, pittrice statunitense († 1992)
- 1925 - Boris Ulianich, politico, filosofo e storiografo italiano († 2023)
- 1926 - Irene Camber, schermitrice italiana († 2024)
- 1926 - Francisco Flores Cordoba, calciatore messicano († 1986)
- 1926 - Charles Van Doren, personaggio televisivo statunitense († 2019)
- 1926 - Ol'ga Voronec, cantante russa († 2014)
- 1926 - Boris de Rachewiltz, egittologo, archeologo e etnologo italiano († 1997)
- 1926 - Hilbert Schenck, scrittore e ingegnere statunitense († 2013)
- 1927 - Mauro Barni, politico italiano († 2017)
- 1927 - Ilario Canacci, partigiano italiano († 1944)
- 1927 - Veniamin Davydovič Dorman, regista sovietico († 1988)
- 1927 - Ann Gillis, attrice statunitense († 2018)
- 1927 - Masahiro Mori, ingegnere giapponese († 2025)
- 1927 - Niyazi Sayın, musicista turco
- 1927 - H. M. Wynant, attore statunitense
- 1928 - John Fieldhouse, ammiraglio britannico († 1992)
- 1928 - Aleksandr Alekseevič Galkin, poeta, traduttore e romanziere russo († 2002)
- 1928 - Luis Muñoz Cabrero, bobbista spagnolo († 1989)
- 1928 - Jürgen Thormann, attore, doppiatore e regista tedesco († 2024)
- 1928 - Raoul Gregory Vitale, fisico, musicologo e storico siriano († 2003)
- 1929 - Willi Gerdau, calciatore tedesco occidentale († 2011)
- 1929 - Donald Kingsbury, scrittore di fantascienza statunitense
- 1930 - Harold Blitman, allenatore di pallacanestro statunitense († 2012)
- 1930 - Roy MacLaren, calciatore scozzese († 2022)
- 1930 - Arlen Specter, politico e avvocato statunitense († 2012)
- 1931 - Antonino Denisi, presbitero e giornalista italiano
- 1931 - Agustín García-Gasco Vicente, cardinale e arcivescovo cattolico spagnolo († 2011)
- 1931 - Lincoln Kilpatrick, attore statunitense († 2004)
- 1931 - Connie Morella, politica statunitense
- 1931 - Giancarlo Pallavicini, economista italiano
- 1931 - Francisco José Pérez y Fernández-Golfín, vescovo cattolico spagnolo († 2004)
- 1932 - Ivan Abadžiev, sollevatore bulgaro († 2017)
- 1932 - Robert Anthony Lutz, dirigente d'azienda svizzero
- 1932 - Astrid di Norvegia, principessa norvegese
- 1932 - Ernesto Ornati, scultore, pittore e incisore italiano († 2022)
- 1932 - Julian Simon, economista statunitense († 1998)
- 1932 - Giangaetano Vacchini, arbitro di calcio italiano († 1994)
- 1933 - Ivan Anikeev, cosmonauta sovietico († 1992)
- 1933 - Ferruccio Bimbi, calciatore italiano († 2014)
- 1933 - Samruay Chaiyong, calciatore thailandese († 2019)
- 1933 - Paolo Clarotti, giurista italiano († 2023)
- 1933 - Costa-Gavras, regista, sceneggiatore e produttore cinematografico greco
- 1933 - Lukas Hottinger, paleontologo, geologo e biologo svizzero († 2011)
- 1933 - Brian Pilkington, calciatore inglese († 2020)
- 1933 - Bernard Rahis, calciatore francese († 2008)
- 1934 - Eriase Belardi Merlo, politica italiana († 2017)
- 1934 - Annette Crosbie, attrice scozzese
- 1934 - Piero Gardoni, calciatore italiano († 1994)
- 1934 - Katharine Jansen, ex nuotatrice tedesca
- 1934 - Anne Krueger, economista statunitense
- 1934 - Tetsurō Noborisaka, cestista giapponese († 1978)
- 1934 - Valerio Ruggeri, attore e doppiatore italiano († 2015)
- 1934 - Bill Russell, cestista, allenatore di pallacanestro e dirigente sportivo statunitense († 2022)
- 1934 - Wong Kim Poh, cestista singaporiano († 2013)
- 1935 - Giovanni Maria D'Erme, iranista italiano († 2011)
- 1935 - Marina Doria, ex sciatrice nautica svizzera
- 1935 - Pone Kingpetch, pugile thailandese († 1982)
- 1935 - Gene McDaniels, cantante statunitense († 2011)
- 1935 - Nidia Pausich, ex cestista italiana
- 1935 - Adel Sabri, cestista e allenatore di pallacanestro egiziano († 2011)
- 1936 - Joe Don Baker, attore statunitense († 2025)
- 1936 - Fang Lizhi, fisico cinese († 2012)
- 1936 - Manfred F. Fischer, storico dell'arte tedesco
- 1936 - Toru Iwaya, artista e pittore giapponese
- 1936 - Franco Luxardo, imprenditore, dirigente sportivo e ex schermidore italiano
- 1936 - Héctor Omar Ramos, ex calciatore uruguaiano
- 1936 - Martial Raysse, artista francese
- 1936 - Paul Shenar, attore, regista teatrale e insegnante statunitense († 1989)
- 1937 - Charles Dumas, altista statunitense († 2004)
- 1937 - Nino Fuscagni, attore e conduttore televisivo italiano († 2018)
- 1937 - Konrad Kornek, calciatore polacco († 2021)
- 1937 - Filippo Liardo, pittore e scultore italiano
- 1937 - Anatole Novak, ciclista su strada francese († 2022)
- 1937 - Vittorio Emanuele di Savoia, nobile italiano († 2024)
- 1937 - Antonio Vinciguerra, pittore, scultore e disegnatore italiano
- 1938 - Ferdinando Baston, calciatore italiano († 2019)
- 1938 - Judy Blume, scrittrice statunitense
- 1938 - Anna Bravo, storica e saggista italiana († 2019)
- 1938 - Walter Bruce, calciatore nordirlandese († 2015)
- 1938 - Luigi Buglioni, allenatore di calcio e ex calciatore italiano
- 1938 - Carlo Dell'Omodarme, allenatore di calcio e ex calciatore italiano
- 1938 - Albino Fontana, politico italiano († 2011)
- 1938 - Martinho da Vila, cantante, compositore e scrittore brasiliano
- 1938 - Félix Mourinho, allenatore di calcio e calciatore portoghese († 2017)
- 1938 - Tor Obrestad, scrittore norvegese († 2020)
- 1938 - Pilar Pellicer, attrice messicana († 2020)
- 1938 - José Antonio Rodríguez López, ex calciatore spagnolo
- 1939 - Erasmo Augeri, rugbista a 15 italiano
- 1939 - Carlo Crippa, ex calciatore italiano
- 1939 - Yael Dayan, scrittrice, politica e attivista israeliana († 2024)
- 1939 - Amedeo Fiorese, scultore e pittore italiano
- 1939 - John D. Hancock, regista statunitense
- 1939 - Michele Kalamera, doppiatore italiano († 2023)
- 1939 - Ray Manzarek, organista, pianista e cantautore statunitense († 2013)
- 1939 - Ėdvin Ozolin, ex velocista sovietico
- 1939 - Ajit Singh, politico indiano († 2021)
- 1939 - Bruno Solaroli, politico italiano († 2020)
- 1939 - Wilson Sorio, ex calciatore brasiliano
- 1940 - Mate Boban, politico e economista croato († 1997)
- 1940 - Hank Brown, politico statunitense
- 1940 - Francesco Cicerone, politico italiano
- 1940 - Gilda Cruz-Romo, soprano messicano († 2025)
- 1940 - Henri Dès, cantautore svizzero
- 1940 - Leonardo Guarnotta, magistrato italiano
- 1940 - Irene Krause, cestista tedesca († 2008)
- 1940 - José Ramón Martínez Larrauri, ex calciatore spagnolo
- 1940 - Richard Lynch, attore statunitense († 2012)
- 1940 - Pier Antonio Mecacci, truccatore italiano
- 1940 - David Seltzer, scrittore, sceneggiatore e regista statunitense
- 1940 - Wolfgang Solz, calciatore tedesco († 2017)
- 1941 - Billy Dixon, ex calciatore irlandese
- 1941 - Dominguinhos, musicista, cantante e compositore brasiliano († 2013)
- 1941 - Patricia Field, costumista e stilista statunitense
- 1941 - Christoph Höhne, ex marciatore tedesco
- 1941 - Hiroya Ishimaru, attore e doppiatore giapponese
- 1941 - Nikolaus Lang, pittore tedesco († 2022)
- 1941 - Ron Lyle, pugile statunitense († 2011)
- 1941 - Sara Nazarbaeva, first lady kazaka
- 1941 - Tony O'Connell, ex calciatore irlandese
- 1941 - Dennis Sullivan, matematico statunitense
- 1941 - Naomi Uemura, alpinista, esploratore e avventuriero giapponese († 1984)
- 1942 - Ehud Barak, politico e generale israeliano
- 1942 - Terry Bisson, scrittore e curatore editoriale statunitense († 2024)
- 1942 - Ennio Candotti, fisico italiano († 2023)
- 1942 - Salvatore Crocetta, ex politico italiano
- 1942 - Norma Major, filantropa britannica
- 1942 - Giuseppe Morosi, ex calciatore italiano
- 1942 - Jann Parry, critica teatrale e biografa britannica
- 1942 - Donald Rayfield, storico e critico letterario britannico
- 1943 - Willie Callaghan, ex calciatore scozzese
- 1943 - David Odell, sceneggiatore statunitense
- 1943 - Richard Edmund Pates, vescovo cattolico statunitense
- 1943 - Giovan Battista Pichierri, arcivescovo cattolico italiano († 2017)
- 1943 - Manfred Schäfer, allenatore di calcio e calciatore tedesco († 2023)
- 1943 - Michele Taruffo, giurista italiano († 2020)
- 1944 - Moe Bandy, cantante statunitense
- 1944 - Pedro Ricardo Barreto Jimeno, cardinale e arcivescovo cattolico peruviano
- 1944 - Claudia Mori, attrice, cantante e produttrice discografica italiana
- 1944 - Charles Pasarell, ex tennista portoricano
- 1945 - Maud Adams, attrice e ex modella svedese
- 1945 - Cliff DeYoung, attore statunitense
- 1945 - David Friedman, giurista statunitense
- 1945 - Mafu Kibonge, ex calciatore della Repubblica Democratica del Congo
- 1945 - Dupa, fumettista belga († 2000)
- 1945 - Thilo Sarrazin, economista tedesco
- 1946 - Harald Irmscher, allenatore di calcio e ex calciatore tedesco-orientale
- 1946 - Bernard Le Nail, scrittore francese († 2010)
- 1946 - Ola Ljungberg, allenatore di calcio e ex calciatore svedese
- 1946 - Jean Eyeghé Ndong, politico gabonese
- 1946 - Paolo Panerai, giornalista, editore e dirigente sportivo italiano
- 1946 - Ajda Pekkan, cantante e attrice turca
- 1946 - Ian Plimer, geologo australiano
- 1946 - Peter J. Schoomaker, generale statunitense
- 1946 - Pat Walkden, tennista zimbabwese
- 1947 - Siniša Belamarić, pallanuotista jugoslavo
- 1947 - Daniele Bertotto, compositore italiano († 2007)
- 1947 - Stephen Christmas, inglese († 1993)
- 1947 - Piedad Ortiz, ex cestista ecuadoriana
- 1947 - Ernie Reyes Sr., attore e artista marziale statunitense
- 1947 - Jarnail Singh Bhindranwale, religioso indiano († 1984)
- 1947 - Aurio Tomicich, basso italiano († 2009)
- 1947 - Antonio Álvarez Gil, scrittore cubano
- 1948 - Renato Costa, calciatore brasiliano († 2023)
- 1948 - Aurelio Ferrari, politico italiano
- 1948 - Bernd Franke, ex calciatore tedesco occidentale
- 1948 - Chikae Ide, fumettista giapponese
- 1948 - Raymond Kurzweil, inventore, informatico e saggista statunitense
- 1948 - Giuseppe Marsinano, politico italiano
- 1948 - Kurt Peterson, attore, cantante e produttore teatrale statunitense
- 1948 - Nicholas Soames, politico britannico
- 1948 - Kenji Sōda, ex cestista giapponese
- 1948 - Massimo Zanetti, imprenditore e politico italiano
- 1949 - John Blankenstein, arbitro di calcio olandese († 2006)
- 1949 - Arrigo Cappelletti, pianista, compositore e saggista italiano
- 1949 - Claude Gasnal, cestista francese († 2025)
- 1949 - Robin Thomas, attore statunitense
- 1949 - Marion Hänsel, attrice, regista e produttrice cinematografica belga († 2020)
- 1949 - Joaquín Sabina, musicista, cantante e poeta spagnolo
- 1949 - Kazuo Yamazaki, regista e animatore giapponese
- 1950 - Gianni Bertolotti, ex cestista italiano
- 1950 - Angelo Branduardi, cantautore, violinista e polistrumentista italiano
- 1950 - Steve Hackett, compositore, chitarrista e cantante britannico
- 1950 - Michael Ironside, attore e doppiatore canadese
- 1950 - João W. Nery, psicologo, scrittore e attivista brasiliano († 2018)
- 1950 - Delfina Olek-Skąpska, ex schermitrice polacca
- 1950 - Jerry Pender, ex cestista statunitense
- 1950 - Jenny Rathbone, politica gallese
- 1950 - Salvatore Ruggeri, politico italiano
- 1950 - Beppe Scienza, saggista, giornalista e matematico italiano
- 1951 - Rosy Bindi, ex politica italiana
- 1951 - Dieter Brock, ex giocatore di football americano statunitense
- 1951 - Mickey Coll, cestista portoricano († 1972)
- 1951 - Pio Colonnello, filosofo italiano
- 1951 - Tom Ingelsby, ex cestista statunitense
- 1951 - Kjell Johansson, ex tennista svedese
- 1951 - Chris Knopf, scrittore statunitense
- 1951 - Karl A. Lamers, politico tedesco
- 1951 - Alessandro Pardini, politico italiano
- 1951 - Steven Parent, statunitense († 1969)
- 1951 - Antonia Pasqua Recchia, architetto italiano
- 1952 - Patrick Gaillard, ex pilota automobilistico francese
- 1952 - Simon MacCorkindale, attore britannico († 2010)
- 1952 - Michael McDonald, cantante e tastierista statunitense
- 1952 - Sugata Mitra, informatico e pedagogista indiano
- 1952 - Marco Perosino, politico italiano
- 1952 - Salvador Pineda, attore messicano
- 1952 - Henry Rono, mezzofondista e siepista keniota († 2024)
- 1952 - Wolfang Schwarz, allenatore di calcio e calciatore austriaco († 2018)
- 1953 - Marcelo Alfaro, attore e direttore teatrale argentino († 2012)
- 1953 - Peter Andersson, attore svedese
- 1953 - Joanna Kerns, attrice e regista statunitense
- 1953 - Tom Kropp, ex cestista e allenatore di pallacanestro statunitense
- 1953 - Art Kuehn, ex giocatore di football americano canadese
- 1953 - Luigi Novelli, brigatista italiano († 2020)
- 1953 - Nabil Shaban, attore britannico
- 1953 - Helmut Wechselberger, ex ciclista su strada austriaco
- 1954 - Luciano Bodini, ex calciatore italiano
- 1954 - Maurizio Carrara, dirigente d'azienda e dirigente pubblico italiano
- 1954 - Abdelaziz Djerad, politico algerino
- 1954 - Zach Grenier, attore statunitense
- 1954 - Gerard Tlali Lerotholi, arcivescovo cattolico lesothiano
- 1954 - Luciano Muratori, tecnico del suono italiano
- 1954 - Phil Zimmermann, crittografo statunitense
- 1955 - Robin Backhaus, ex nuotatore statunitense
- 1955 - Renato Balduzzi, giurista e politico italiano
- 1955 - Paata Burchuladze, basso georgiano
- 1955 - Guo Yonglin, ex cestista cinese
- 1955 - Fraser Clarke Heston, regista, sceneggiatore e produttore televisivo statunitense
- 1955 - Kang Hyeon-suk, ex cestista sudcoreana
- 1955 - Bill Laswell, bassista e produttore discografico statunitense
- 1955 - Daniele Masala, ex pentatleta italiano
- 1955 - Dragan Mikerević, politico bosniaco
- 1955 - Paolo Scotti, produttore teatrale, direttore artistico e autore televisivo italiano
- 1955 - Werner Tscholl, architetto italiano
- 1956 - Renato Begnoni, fotografo italiano
- 1956 - Francesco Congiu, fantino italiano
- 1956 - Paolo Dall'Oro, calciatore italiano († 2022)
- 1956 - Joe Dever, scrittore e autore di giochi britannico († 2016)
- 1956 - Arsenio Hall, cabarettista, attore e personaggio televisivo statunitense
- 1956 - Ricardo Mier, ex calciatore uruguaiano
- 1956 - Brian Robertson, chitarrista britannico
- 1956 - Vincent Viola, imprenditore e filantropo statunitense
- 1956 - Velimir Zajec, allenatore di calcio e ex calciatore jugoslavo
- 1956 - Alfredo de los Santos, ex calciatore uruguaiano
- 1957 - Dag Austmo, allenatore di calcio e ex calciatore norvegese
- 1957 - James Carter, ex nuotatore britannico
- 1957 - Lupo Quiñónez, ex calciatore ecuadoriano
- 1957 - Dominique Reymond, attrice francese
- 1957 - Hitohiro Saitō, artista marziale giapponese
- 1957 - Satoshi Takebe, musicista e compositore giapponese
- 1957 - Martin Ziguélé, politico centrafricano
- 1958 - Ernesto Assante, giornalista, critico musicale e blogger italiano († 2024)
- 1958 - Sakîne Cansiz, politica e attivista curda († 2013)
- 1958 - Jiří Jandák, ex cestista cecoslovacco
- 1958 - Nazzareno Marconi, vescovo cattolico e biblista italiano
- 1958 - Grant McLennan, cantautore e chitarrista australiano († 2006)
- 1958 - Krzysztof Pawlak, allenatore di calcio e ex calciatore polacco
- 1958 - Paul Tighe, vescovo cattolico irlandese
- 1959 - Susanne Alfvengren, cantante svedese
- 1959 - Imre Bujdosó, ex schermidore ungherese
- 1959 - Omar Hakim, batterista statunitense
- 1959 - Mick Harford, allenatore di calcio, dirigente sportivo e ex calciatore inglese
- 1959 - Surət Hüseynov, politico e militare azero († 2023)
- 1959 - Abdelmajid Lamris, ex calciatore marocchino
- 1959 - Larry Nance, ex cestista statunitense
- 1959 - Filipe Nyusi, politico mozambicano
- 1959 - Ėrkin Šagaev, ex pallanuotista sovietico
- 1959 - Sigrid Thornton, attrice australiana
- 1959 - Andrew Weaver, ex ciclista su strada statunitense
- 1960 - George Elliott Clarke, poeta canadese
- 1960 - Hans-Johann Glock, filosofo tedesco
- 1960 - Slađana Golić, ex cestista jugoslava
- 1960 - Tibor Kincses, judoka ungherese († 2025)
- 1960 - Li Hui, ex calciatrice cinese
- 1960 - Enrico Luceri, scrittore italiano
- 1960 - Emanuele Molin, allenatore di pallacanestro italiano
- 1960 - One Man Gang, ex wrestler statunitense
- 1960 - Lisa Scaffidi, politica australiana
- 1960 - Bernd Schulz, ex calciatore tedesco orientale
- 1961 - Mark Bortz, ex giocatore di football americano statunitense
- 1961 - David Graeber, antropologo e attivista statunitense († 2020)
- 1961 - Jay Hilgenberg, ex giocatore di football americano statunitense
- 1961 - Savvas Kōfidīs, allenatore di calcio e ex calciatore greco
- 1961 - Vanni Lauzana, sollevatore italiano
- 1961 - Michel Martelly, musicista e politico haitiano
- 1961 - Joseph Pearce, scrittore britannico
- 1961 - Tom Thayer, ex giocatore di football americano statunitense
- 1961 - Jorge Luis Valdés, giocatore di baseball cubano († 2025)
- 1962 - Francesco Anile, tenore italiano
- 1962 - Alessandra Celletti, matematica e astronoma italiana
- 1962 - Catherine Clezardin, ex cestista francese
- 1962 - Stig-Arne Gunnestad, giocatore di curling norvegese
- 1962 - Nana Ioseliani, scacchista georgiana
- 1962 - Ali LeRoi, produttore televisivo, attore televisivo e autore televisivo statunitense
- 1962 - Rhys Wilmot, ex calciatore gallese
- 1963 - Vincenzo Chiodo, mafioso e collaboratore di giustizia italiano
- 1963 - Brian Haley, attore statunitense
- 1963 - John Michael Higgins, attore statunitense
- 1963 - Brent Jones, ex giocatore di football americano statunitense
- 1963 - Ed Lover, rapper, attore e musicista statunitense
- 1963 - Borislav Mihajlov, dirigente sportivo e ex calciatore bulgaro
- 1963 - Ralph Palka, attore e doppiatore tedesco
- 1963 - Igor' Stel'nov, hockeista su ghiaccio e allenatore di hockey su ghiaccio sovietico († 2009)
- 1963 - Dacia Valent, politica italiana († 2015)
- 1963 - Rüdiger Vollborn, ex calciatore tedesco
- 1963 - Jacqueline Woodson, scrittrice statunitense
- 1964 - Roberta Alloisio, attrice teatrale e cantautrice italiana († 2017)
- 1964 - Eric Buffat, compositore, pianista e arrangiatore italiano
- 1964 - Alun Davies, politico gallese
- 1964 - Stéphane Franke, mezzofondista tedesco († 2011)
- 1964 - Vittorio Pusceddu, allenatore di calcio e ex calciatore italiano
- 1964 - Rachid Raha, giornalista, antropologo e attivista berbero
- 1964 - Raphael Sbarge, attore statunitense
- 1964 - Ben Sherwood, scrittore, giornalista e produttore televisivo statunitense
- 1964 - Luc Suykerbuyk, ciclista su strada olandese
- 1964 - Derek Tennell, ex giocatore di football americano statunitense
- 1964 - Dumitriţa Turner, ex ginnasta rumena
- 1964 - Erin Cressida Wilson, drammaturga, sceneggiatrice e insegnante statunitense
- 1965 - Alessandro Bianchi, politico italiano
- 1965 - Christine Elise, attrice statunitense
- 1965 - Brett Kavanaugh, giurista e avvocato statunitense
- 1965 - Nunzio e Paolo, comico italiano
- 1965 - Claudia Riedl, ex sciatrice alpina austriaca
- 1965 - Jokin Uria, ex calciatore spagnolo
- 1965 - Cesilio de los Santos, ex calciatore uruguaiano
- 1966 - Mirco Badole, politico italiano
- 1966 - Hanan El Tawil, attrice e cantante egiziana († 2004)
- 1966 - Massimo Mariotto, dirigente sportivo e ex calciatore italiano
- 1966 - Lochlyn Munro, attore canadese
- 1966 - Leszek Pękalski, serial killer polacco
- 1966 - Mario Javier Sabán, teologo argentino
- 1966 - Modesto Soruco, ex calciatore boliviano
- 1966 - William Téchoueyres, ex rugbista a 15 e imprenditore francese
- 1966 - Vincenzo Torrente, allenatore di calcio e ex calciatore italiano
- 1967 - Anna Rita Angotzi, ex velocista italiana
- 1967 - Carlos Floriano, politico spagnolo
- 1967 - Anthony Dean Griffey, tenore statunitense
- 1967 - Hermione Norris, attrice britannica
- 1967 - Alberto Otárola, avvocato e politico peruviano
- 1967 - Anita Wachter, ex sciatrice alpina austriaca
- 1968 - Julie Bertuccelli, regista e sceneggiatrice francese
- 1968 - Josh Brolin, attore statunitense
- 1968 - Mauricio Cienfuegos, allenatore di calcio e ex calciatore salvadoregno
- 1968 - Isabel Santos, politica portoghese
- 1968 - Florin Constantinovici, allenatore di calcio e ex calciatore rumeno
- 1968 - Pasquale De Vincenzo, ex calciatore italiano
- 1968 - Chris Dyer, ingegnere australiano
- 1968 - Svein Enersen, ex calciatore norvegese
- 1968 - Xavi Fernández, ex cestista spagnolo
- 1968 - Darren Foreman, ex calciatore inglese
- 1968 - Farrah Forke, attrice statunitense († 2022)
- 1968 - Christopher McCandless, viaggiatore statunitense († 1992)
- 1968 - Giovanni Marchetti, allenatore di hockey su ghiaccio e ex hockeista su ghiaccio italiano
- 1968 - Richard Medina, ex cestista venezuelano
- 1968 - Chynna Phillips, cantante e attrice statunitense
- 1968 - Emili Rosales i Castellà, scrittore e editore spagnolo
- 1968 - Ioan Sabău, allenatore di calcio e ex calciatore rumeno
- 1968 - Carrie Steinseifer, ex nuotatrice statunitense
- 1968 - Aigars Zeidaks, ex cestista lettone
- 1969 - Darren Aronofsky, regista, sceneggiatore e produttore cinematografico statunitense
- 1969 - Steve Backley, ex giavellottista britannico
- 1969 - Mark Burke, ex calciatore inglese
- 1969 - Carlos Cerutti, cestista argentino († 1990)
- 1969 - Andy Cowell, manager e ingegnere britannico
- 1969 - Jean-Pierre Cyprien, ex calciatore francese
- 1969 - Anneli Drecker, cantante e attrice norvegese
- 1969 - Hong Myung-bo, allenatore di calcio e ex calciatore sudcoreano
- 1969 - Meja, cantante svedese
- 1969 - Joe Prunty, allenatore di pallacanestro statunitense
- 1969 - Byron Stroud, bassista canadese
- 1970 - Kamal Bahamdan, cavaliere saudita
- 1970 - Estelle Ceulemans, politica e sindacalista belga
- 1970 - Flavio Chiti, allenatore di calcio e ex calciatore italiano
- 1970 - Dave Crossman, costumista britannico
- 1970 - Dell Demps, ex cestista, allenatore di pallacanestro e dirigente sportivo statunitense
- 1970 - Sergei Furgal, politico russo
- 1970 - Kentarō Ishikawa, ex calciatore giapponese
- 1970 - Satoshi Koga, ex calciatore giapponese
- 1970 - Dariusz Koseła, ex calciatore polacco
- 1970 - Czesław Michniewicz, allenatore di calcio e ex calciatore polacco
- 1970 - José Rodríguez, ex giocatore di calcio a 5 cubano
- 1970 - Bryan Roy, dirigente sportivo, ex calciatore e allenatore di calcio olandese
- 1970 - Judd Winick, sceneggiatore, fumettista e artista statunitense
- 1971 - Shante Carver, ex giocatore di football americano statunitense
- 1971 - Gil Cisneros, politico statunitense
- 1971 - Ryan Conner, attrice pornografica statunitense
- 1971 - Hayden, cantautore e chitarrista canadese
- 1971 - Domenico Di Carlo, militare italiano
- 1971 - Vernon Forrest, pugile statunitense († 2009)
- 1971 - Lincoln Kennedy, ex giocatore di football americano statunitense
- 1971 - Simon Lessing, triatleta britannico
- 1971 - Scott Menville, attore e doppiatore statunitense
- 1971 - Thomas André Ødegaard, allenatore di calcio e ex calciatore norvegese
- 1971 - Benjamin Sadler, attore tedesco
- 1971 - Mate Šestan, calciatore croato († 2023)
- 1972 - Antonio Adeva, ex giocatore di calcio a 5 spagnolo
- 1972 - Eugenio Amore, giocatore di beach volley e pallavolista italiano
- 1972 - Luigi Copello, fumettista italiano
- 1972 - Julio Garro, politico e avvocato argentino
- 1972 - Cristiano Giuntoli, dirigente sportivo e ex calciatore italiano
- 1972 - Balthasar Glättli, politico svizzero
- 1972 - Junichi Kogawa, ex combinatista nordico giapponese
- 1972 - Ajay Naidu, attore statunitense
- 1972 - Owen Nolan, ex hockeista su ghiaccio canadese
- 1972 - Rohnny Westad, ex calciatore norvegese
- 1972 - Sophie Zelmani, cantautrice svedese
- 1973 - Radka Bobková, ex tennista cecoslovacca
- 1973 - Saulos Chilima, politico malawiano († 2024)
- 1973 - Marques Batista de Abreu, ex calciatore brasiliano
- 1973 - Gianni Romme, ex pattinatore di velocità su ghiaccio olandese
- 1973 - Shunza, cantante e compositrice cinese
- 1973 - Tara Strong, attrice e doppiatrice canadese
- 1973 - Dragan Tadić, allenatore di calcio e ex calciatore croato
- 1974 - Martin Annen, bobbista svizzero
- 1974 - Jerry Bohlander, artista marziale misto statunitense
- 1974 - Paolo Bravo, dirigente sportivo e ex calciatore italiano
- 1974 - Lisa Brenner, attrice statunitense
- 1974 - Chris Butler, animatore, scrittore e regista cinematografico inglese
- 1974 - Naseem Hamed, ex pugile inglese
- 1974 - Dmitrij Los'kov, allenatore di calcio e ex calciatore russo
- 1974 - Sarah Manguso, scrittrice e poetessa statunitense
- 1974 - Rachel Marsden, giornalista canadese
- 1974 - Jacopo Massaro, politico italiano
- 1974 - Marco Morandi, cantante, attore e compositore italiano
- 1974 - Geert Omloop, dirigente sportivo e pistard belga
- 1974 - David Pirri, allenatore di calcio e ex calciatore spagnolo
- 1974 - Toranosuke Takagi, ex pilota automobilistico giapponese
- 1974 - Ángel Vivar Dorado, ex calciatore spagnolo
- 1975 - Hossam Abdelmoneim, ex calciatore egiziano
- 1975 - Cliff Bleszinski, imprenditore statunitense
- 1975 - Jeff Capel, allenatore di pallacanestro e ex cestista statunitense
- 1975 - Markus Ganahl, ex sciatore alpino liechtensteinese
- 1975 - Doudou Masta, rapper, attore e doppiatore francese
- 1975 - Luca Messi, ex pugile italiano
- 1975 - Scot Pollard, ex cestista statunitense
- 1975 - Jason Rosener, ex sciatore alpino statunitense
- 1975 - Regla Torres, ex pallavolista cubana
- 1975 - Andrea de Angelis, conduttore radiofonico e politico italiano
- 1976 - Remo Anzovino, compositore e musicista italiano
- 1976 - Mara Buzzanca, ex cestista e allenatrice di pallacanestro italiana
- 1976 - Christian Cullen, ex rugbista a 15 neozelandese
- 1976 - Robert Gerwarth, storico e scrittore tedesco
- 1976 - Mónica Silvana González, politica spagnola
- 1976 - Ndjadi Kingombe, ex cestista danese
- 1976 - Vladimír Malár, ex calciatore ceco
- 1976 - Kapela Mbiyavanga, ex calciatore della Repubblica Democratica del Congo
- 1976 - Christopher Pettiet, attore statunitense († 2000)
- 1976 - Silvia Saint, ex attrice pornografica ceca
- 1976 - Michele Totire, allenatore di pallavolo italiano
- 1976 - Moisés Villarroel, ex calciatore cileno
- 1977 - Jimmy Conrad, ex calciatore statunitense
- 1977 - Omar Daf, allenatore di calcio e ex calciatore senegalese
- 1977 - Anişoara Oprea, tuffatrice rumena
- 1977 - Joanna Podoba, pallavolista polacca
- 1977 - Raylene, ex attrice pornografica statunitense
- 1977 - Liv Sansoz, arrampicatrice francese
- 1977 - Jabari Smith, ex cestista statunitense
- 1977 - Chad Villella, attore, regista e scenografo statunitense
- 1978 - Paul Anderson, attore britannico
- 1978 - Busdriver, rapper statunitense
- 1978 - A.J. Guyton, ex cestista e allenatore di pallacanestro statunitense
- 1978 - Alain Masudi, ex calciatore della Repubblica Democratica del Congo
- 1978 - Hugo Morais, ex calciatore portoghese
- 1978 - Daniela Pedali, cantante italiana
- 1978 - Svetoslav Petrov, allenatore di calcio e ex calciatore bulgaro
- 1978 - Michela Ponzani, storica e conduttrice televisiva italiana
- 1978 - Manuel Spinale, ex calciatore italiano
- 1978 - Ania Szarmach, cantante polacca
- 1978 - Mehrajuddin Wadoo, ex calciatore e allenatore di calcio indiano
- 1978 - Susanne Wigene, ex mezzofondista norvegese
- 1979 - Dario Acocella, regista, sceneggiatore e produttore cinematografico italiano
- 1979 - Isabella Arrigoni, conduttrice televisiva italiana
- 1979 - Gérard Gnanhouan, ex calciatore ivoriano
- 1979 - André Leone, ex calciatore brasiliano
- 1979 - Lisa Marzoli, giornalista, autrice televisiva e conduttrice televisiva italiana
- 1979 - Willie Middlebrooks, ex giocatore di football americano statunitense
- 1979 - Guillermo Morán, ex calciatore salvadoregno
- 1979 - Patricio Ormazábal, allenatore di calcio e ex calciatore cileno
- 1979 - Fredrik Östberg, ex fondista svedese
- 1979 - Michela Ponza, ex biatleta italiana
- 1979 - Emanuel Pârvu, attore, regista e sceneggiatore rumeno
- 1979 - Renato Ramos, ex calciatore cileno
- 1979 - Angela Salafia, politica italiana
- 1979 - Jesse Spencer, attore e musicista australiano
- 1979 - Sampsa Timoska, ex calciatore finlandese
- 1980 - Baldur Ingimar Aðalsteinsson, ex calciatore islandese
- 1980 - Gianpiero Alicchio, regista e attore italiano
- 1980 - Juan Manuel Aróstegui, ex calciatore argentino
- 1980 - Flinder Boyd, ex cestista statunitense
- 1980 - Gucci Mane, rapper e produttore discografico statunitense
- 1980 - Heather Doerksen, attrice canadese
- 1980 - Rico Fata, ex hockeista su ghiaccio canadese
- 1980 - Juan Carlos Ferrero, allenatore di tennis e ex tennista spagnolo
- 1980 - Enver Gjokaj, attore statunitense
- 1980 - Jerry Green, ex cestista statunitense
- 1980 - Ermal Kuqo, ex cestista albanese
- 1980 - Sarah Lancaster, attrice statunitense
- 1980 - Miguel Montes, ex calciatore salvadoregno
- 1980 - Dariusz Pietrasiak, ex calciatore polacco
- 1980 - Purple Disco Machine, disc jockey, musicista e produttore discografico tedesco
- 1980 - Christina Ricci, attrice statunitense
- 1980 - Marco Rossetti, ex cestista italiano
- 1980 - Andrew Sullivan, ex cestista britannico
- 1980 - Nicolai Lilin, scrittore russo
- 1980 - Maya Vik, cantante e bassista norvegese
- 1981 - Nabil Boudissa, ex cestista francese
- 1981 - Ivan Cvetković, calciatore serbo
- 1981 - Miah Davis, ex cestista statunitense
- 1981 - Raúl Entrerríos, allenatore di pallamano e ex pallamanista spagnolo
- 1981 - Miguel Ángel García Pérez-Roldán, ex calciatore spagnolo
- 1981 - Lisa Hannigan, musicista e cantante irlandese
- 1981 - Jesse Hutch, attore canadese
- 1981 - Cathy Joens, ex cestista statunitense
- 1981 - Colin McMenamin, ex calciatore scozzese
- 1981 - Sara Pettinelli, rugbista a 15 e dirigente sportiva italiana
- 1981 - Enrico Pozzo, ex ginnasta italiano
- 1981 - Oleg Saprykin, hockeista su ghiaccio russo
- 1981 - José Luis Capdevila, allenatore di calcio e ex calciatore spagnolo
- 1981 - Sean Wright, thaiboxer, kickboxer e artista marziale scozzese
- 1981 - Zhang Li, schermitrice cinese
- 1982 - Julius Aghahowa, ex calciatore nigeriano
- 1982 - Juan José Albornoz, ex calciatore cileno
- 1982 - Douglas Correia, ex giocatore di calcio a 5 brasiliano
- 1982 - Alessio De Leonardis, regista e sceneggiatore italiano
- 1982 - Maynor Davila, ex calciatore guatemalteco
- 1982 - Fawzia Latifa d'Egitto, principessa egiziana
- 1982 - Markus Feulner, ex calciatore tedesco
- 1982 - Jonas Hiller, ex hockeista su ghiaccio svizzero
- 1982 - Bojan Jorgačević, ex calciatore serbo
- 1982 - Nienke Kingma, canottiera olandese
- 1982 - Dániel Kiss, ostacolista ungherese
- 1982 - Li Jianhua, calciatore cinese
- 1982 - Steven Nyman, ex sciatore alpino statunitense
- 1982 - Loúis Tsátoumas, lunghista greco
- 1982 - Bobi Wine, politico e musicista ugandese
- 1982 - Mary de Gennaro, conduttrice televisiva, giornalista e attrice italiana
- 1983 - Josef Altin, attore britannico
- 1983 - Flora Canto, attrice e conduttrice televisiva italiana
- 1983 - Anthony Floch, ex rugbista a 15 francese
- 1983 - Chuck Hittinger, attore statunitense
- 1983 - Vjačaslaŭ Hleb, ex calciatore bielorusso
- 1983 - David Kirtman, ex giocatore di football americano statunitense
- 1983 - Svetlana Korolëva, modella russa
- 1983 - Krešimir Lončar, ex cestista croato
- 1983 - Nguyễn Tiến Minh, giocatore di badminton vietnamita
- 1983 - Julien Rahier, ex cestista belga
- 1983 - Ana Rucner, violoncellista croata
- 1983 - Morten Skjønsberg, ex calciatore norvegese
- 1983 - Jacob Sørensen, ex calciatore danese
- 1983 - Iko Uwais, attore e artista marziale indonesiano
- 1983 - Romain Vadeleux, pallavolista francese
- 1983 - Carlos Vicens, allenatore di calcio e ex calciatore spagnolo
- 1983 - Cyril Vieux, allenatore di sci alpino e ex sciatore alpino francese
- 1983 - Hidetoshi Wakui, ex calciatore giapponese
- 1983 - Lukáš Zelenka, ex calciatore ceco
- 1984 - Alo Bärengrub, ex calciatore estone
- 1984 - Morten Bertolt, ex calciatore danese
- 1984 - Fabiana Dadone, politica italiana
- 1984 - Alexandra Dahlström, attrice, disc jockey e regista svedese
- 1984 - Tony Ferguson, artista marziale misto statunitense
- 1984 - Cortland Finnegan, ex giocatore di football americano statunitense
- 1984 - Arthur Gómez, ex calciatore gambiano
- 1984 - Jordan Hristov, ex calciatore bulgaro
- 1984 - Caterine Ibargüen, triplista, lunghista e altista colombiana
- 1984 - Brad Keselowski, pilota automobilistico statunitense
- 1984 - Aylar Lie, modella, cantante e ex attrice pornografica iraniana
- 1984 - Manuel Maciel, calciatore paraguaiano
- 1984 - Kondwani Mtonga, calciatore zambiano
- 1984 - Jacob Mulenga, ex calciatore zambiano
- 1984 - Bojan Ostojić, allenatore di calcio e ex calciatore serbo
- 1984 - Patryk Palasz, schermidore polacco
- 1984 - Davide Ricci Bitti, ex ciclista su strada italiano
- 1984 - Valentina Schiavon, ex rugbista a 15 italiana
- 1984 - Andrei Sidorenkov, calciatore estone
- 1984 - Peter Utaka, calciatore nigeriano
- 1984 - Peter Vanderkaay, ex nuotatore statunitense
- 1984 - Omar Vitelli, doppiatore italiano
- 1985 - Saskia Burmeister, attrice australiana
- 1985 - Matheus Ferraz, ex calciatore brasiliano
- 1985 - Hoàng Anh Tuấn, sollevatore vietnamita
- 1985 - Leandro Montera da Silva, ex calciatore brasiliano
- 1985 - Josphat Ndambiri, mezzofondista e maratoneta keniota
- 1985 - Konstantin Puškarëv, hockeista su ghiaccio kazako
- 1985 - Dritan Smajlaj, ex calciatore albanese
- 1985 - Przemysław Stańczyk, nuotatore polacco
- 1985 - Róbert Zeher, calciatore slovacco
- 1986 - Brandon Allen, ex giocatore di baseball statunitense
- 1986 - Andrezinho, ex calciatore brasiliano
- 1986 - Eric Brunner, ex calciatore statunitense
- 1986 - Mario Budimir, ex calciatore croato
- 1986 - Yohan Bus, calciatore francese
- 1986 - Sébastien Crétinoir, calciatore francese
- 1986 - Valorie Curry, attrice statunitense
- 1986 - Diego Ângelo, ex calciatore brasiliano
- 1986 - Elton Figueiredo, ex calciatore brasiliano
- 1986 - Todd Frazier, giocatore di baseball statunitense
- 1986 - Ronald Gërçaliu, calciatore albanese
- 1986 - Marcel Heller, calciatore tedesco
- 1986 - Marko Kopljar, ex pallamanista e allenatore di pallamano croato
- 1986 - Andi Lila, ex calciatore albanese
- 1986 - Chrīstos Lisgaras, calciatore greco
- 1986 - Jahon Qurbonov, pugile tagiko
- 1986 - Georgina Reilly, attrice e modella britannica